# Segunda División de España 1961-62
La temporada 1961–62 de la Segunda División de España de fútbol corresponde a la 31.ª edición del campeonato y se disputó entre el 3 de septiembre de 1961 y el 1 de abril de 1962 en su fase regular. Posteriormente se disputaron las promociones de ascenso y permanencia entre el 22 de abril y el 5 de junio.

## Sistema de competición
La Segunda División de España 1961/62 fue organizada por la Federación Española de Fútbol (RFEF).
El campeonato contó con la participación de 32 clubes divididos en dos grupos de 16 equipos cada uno, agrupándose por criterios de proximidad geográfica, y se disputó siguiendo un sistema de liga, de modo que los 16 equipos de cada grupo se enfrentaron entre sí, todos contra todos en dos ocasiones -una en campo propio y otra en campo contrario- sumando un total de 30 jornadas. El orden de los encuentros se decidió por sorteo antes de empezar la competición.
Los primeros clasificados de cada grupo ascendieron directamente a Primera División, mientras que los segundos clasificados disputaron la fase de ascenso ante el decimotercero y decimocuarto clasificado de la máxima categoría en eliminatorias directas a doble partido.
Los dos últimos clasificados de cada grupo descendieron directamente a Tercera División, mientras que los decimoterceros y decimocuartos clasificados jugaron la promoción de permanencia ante los cuatro mejores subcampeones de ascenso de Tercera División en eliminatorias directas a doble partido.

## Clubes participantes
| Datos de ascensos y descensos con respecto a la temporada anterior |
| --- |
| Real Valladolid y Granada CF descienden de Primera División. Atlético Osasuna y CD Tenerife ascienden a Primera División. Club Baracaldo AH, CD Castellón, CD Condal, CF Extremadura, AD Rayo Vallecano, Club Sestao y CD Tarrasa descienden a Tercera División. Albacete Balompié, CD Atlético Baleares, Burgos CF, CD Cartagena, Deportivo Alavés, RC Recreativo de Huelva y CD Villarrobledo ascienden a Segunda División. |

### Grupo I
| Equipo                                     | Ciudad            | Estadio                    |
| ------------------------------------------ | ----------------- | -------------------------- |
| Club Deportivo Atlético Baleares           | Palma de Mallorca | Balear                     |
| Club Deportivo Basconia                    | Basauri           | Pedro López Cortázar       |
| Burgos Club de Fútbol                      | Burgos            | Zatorre                    |
| Real Club Celta de Vigo                    | Vigo              | Balaídos                   |
| Cultural y Deportiva Leonesa               | León              | La Puentecilla             |
| Deportivo Alavés                           | Vitoria           | Mendizorroza               |
| Real Club Deportivo de La Coruña           | La Coruña         | Riazor                     |
| Real Gijón                                 | Gijón             | El Molinón                 |
| Sociedad Deportiva Indauchu                | Bilbao            | Garellano                  |
| Club Deportivo Orense                      | Orense            | José Antonio               |
| Agrupación Deportiva Plus Ultra            | Madrid            | Velódromo de Ciudad Lineal |
| Pontevedra Club de Fútbol                  | Pontevedra        | Pasarón                    |
| Centro de Deportes Sabadell Club de Fútbol | Sabadell          | Cruz Alta                  |
| Unión Deportiva Salamanca                  | Salamanca         | El Calvario                |
| San Sebastián Club de Fútbol               | San Sebastián     | Atocha                     |
| Real Valladolid Deportivo                  | Valladolid        | José Zorrilla              |

### Grupo II
| Equipo                         | Ciudad        | Estadio                      |
| ------------------------------ | ------------- | ---------------------------- |
| Albacete Balompié              | Albacete      | Carlos Belmonte              |
| Club Atlético de Ceuta         | Ceuta         | Alfonso Murube               |
| Cádiz Club de Fútbol           | Cádiz         | Ramón de Carranza            |
| Club Deportivo Cartagena       | Cartagena     | El Almarjal                  |
| Córdoba Club de Fútbol         | Córdoba       | El Arcángel                  |
| Granada Club de Fútbol         | Granada       | Los Cármenes                 |
| Hércules Club de Fútbol        | Alicante      | La Viña                      |
| Real Jaén Club de Fútbol       | Jaén          | La Victoria                  |
| Unión Deportiva Las Palmas     | Las Palmas    | Insular                      |
| Levante Unión Deportiva        | Valencia      | Vallejo                      |
| Club Deportivo Málaga          | Málaga        | La Rosaleda                  |
| Club Deportivo Mestalla        | Valencia      | Mestalla                     |
| Club Real Murcia               | Murcia        | La Condomina                 |
| Real Club Recreativo de Huelva | Huelva        | Estadio Municipal            |
| Club Deportivo San Fernando    | San Fernando  | Marqués de Varela            |
| Club Deportivo Villarrobledo   | Villarrobledo | Nuestra Señora de la Caridad |

## Resultados y clasificaciones

### Grupo I

#### Clasificación
| Pos. | Equipo                           | Pts. | PJ | G  | E | P  | GF | GC | Dif. | Clasificación                     |
| ---- | -------------------------------- | ---- | -- | -- | - | -- | -- | -- | ---- | --------------------------------- |
| 1    | R. C. Deportivo La Coruña (C, A) | 43   | 30 | 17 | 9 | 4  | 68 | 35 | +33  | Ascenso a Primera División        |
| 2    | Real Valladolid (A)              | 40   | 30 | 17 | 6 | 7  | 64 | 31 | +33  | Acceso a Promoción de ascenso     |
| 3    | C. D. Orense                     | 37   | 30 | 14 | 9 | 7  | 39 | 34 | +5   |                                   |
| 4    | Deportivo Alavés                 | 35   | 30 | 15 | 5 | 10 | 48 | 39 | +9   |                                   |
| 5    | San Sebastián C. F. (D)          | 34   | 30 | 13 | 8 | 9  | 60 | 44 | +16  | Descenso a Tercera División       |
| 6    | R. C. Celta de Vigo              | 33   | 30 | 13 | 7 | 10 | 53 | 36 | +17  |                                   |
| 7    | A. D. Plus Ultra                 | 29   | 30 | 11 | 7 | 12 | 47 | 40 | +7   |                                   |
| 8    | C. D. Sabadell C. F.             | 28   | 30 | 11 | 6 | 13 | 43 | 60 | −17  |                                   |
| 9    | Pontevedra C. F.                 | 27   | 30 | 12 | 3 | 15 | 43 | 44 | −1   |                                   |
| 10   | C. D. Atlético Baleares          | 27   | 30 | 10 | 7 | 13 | 41 | 53 | −12  |                                   |
| 11   | Burgos C. F.                     | 27   | 30 | 10 | 7 | 13 | 39 | 47 | −8   |                                   |
| 12   | U. D. Salamanca                  | 26   | 30 | 11 | 4 | 15 | 46 | 56 | −10  |                                   |
| 13   | Real Gijón                       | 25   | 30 | 10 | 5 | 15 | 52 | 63 | −11  |                                   |
| 14   | S. D. Indauchu                   | 25   | 30 | 10 | 5 | 15 | 39 | 50 | −11  | Acceso a Promoción de permanencia |
| 15   | C. D. Basconia                   | 22   | 30 | 8  | 6 | 16 | 33 | 51 | −18  | Acceso a Promoción de permanencia |
| 16   | Cultural Leonesa (D)             | 22   | 30 | 8  | 6 | 16 | 34 | 66 | −32  | Descenso a Tercera División       |

 Fuente: BDFutbol
Criterios de clasificación: Puntos · Diferencia de goles · Goles a favor · Play-off
Notas:
1. ↑  El San Sebastián C. F. descendió a Tercera División una vez concluido el campeonato, por ser equipo filial de la Real Sociedad que descendió a Segunda al término de la temporada.

#### Resultados
| Local \ Visitante         | ALV | BAL | BAS | BUR | CEL | CUL  | DEP | GIJ | IND | ORE | PON | PLU | SAB | SAL | SSE | VLD |
| ------------------------- | --- | --- | --- | --- | --- | ---- | --- | --- | --- | --- | --- | --- | --- | --- | --- | --- |
| Deportivo Alavés          | —   | 1–2 | 4–3 | 2–2 | 3–0 | 1–0  | 2–1 | 4–0 | 4–1 | 1–2 | 1–0 | 3–1 | 5–0 | 2–1 | 0–1 | 1–1 |
| C. D. Atlético Baleares   | 2–3 | —   | 1–1 | 3–1 | 1–0 | 2–0  | 1–1 | 4–0 | 4–1 | 1–2 | 1–0 | 3–0 | 1–1 | 2–2 | 3–2 | 0–2 |
| C. D. Basconia            | 0–0 | 2–0 | —   | 0–1 | 1–1 | 2–1  | 1–1 | 5–0 | 0–0 | 0–2 | 2–1 | 0–1 | 3–1 | 0–0 | 1–2 | 2–0 |
| Burgos C. F.              | 2–0 | 3–0 | 3–1 | —   | 1–1 | 2–00 | 1–3 | 1–2 | 0–3 | 3–0 | 2–2 | 3–0 | 2–0 | 2–2 | 3–2 | 1–0 |
| R. C. Celta de Vigo       | 3–0 | 3–0 | 5–1 | 4–0 | —   | 7–2  | 1–1 | 3–0 | 2–1 | 0–0 | 2–1 | 2–0 | 0–0 | 4–2 | 4–0 | 4–1 |
| Cultural Leonesa          | 0–1 | 1–1 | 2–1 | 0–0 | 3–1 | —    | 2–1 | 1–1 | 2–1 | 2–0 | 3–2 | 2–5 | 0–0 | 2–1 | 1–0 | 2–2 |
| R. C. Deportivo La Coruña | 1–1 | 2–0 | 5–1 | 6–1 | 2–0 | 3–2  | —   | 4–0 | 2–1 | 4–1 | 3–2 | 1–1 | 5–1 | 4–1 | 1–1 | 2–0 |
| Real Gijón                | 1–2 | 5–1 | 2–1 | 1–1 | 1–3 | 2–2  | 2–4 | —   | 3–1 | 3–1 | 5–2 | 3–0 | 8–2 | 1–0 | 4–1 | 1–1 |
| S. D. Indauchu            | 3–3 | 1–1 | 0–2 | 2–1 | 2–0 | 3–0  | 2–0 | 1–0 | —   | 1–1 | 0–0 | 1–0 | 3–2 | 3–1 | 2–3 | 1–2 |
| C. D. Orense              | 1–0 | 2–1 | 5–0 | 2–1 | 0–0 | 3–1  | 1–1 | 2–1 | 3–1 | —   | 2–0 | 0–0 | 2–1 | 2–1 | 0–0 | 1–1 |
| Pontevedra C. F.          | 0–1 | 2–1 | 2–0 | 1–0 | 1–0 | 3–0  | 0–3 | 2–1 | 2–1 | 1–2 | —   | 1–1 | 5–0 | 4–1 | 3–2 | 1–2 |
| A. D. Plus Ultra          | 0–1 | 4–0 | 1–0 | 4–1 | 3–0 | 5–1  | 2–2 | 5–0 | 0–1 | 0–0 | 0–2 | —   | 3–2 | 6–3 | 1–1 | 1–0 |
| C. D. Sabadell C. F.      | 1–0 | 3–3 | 1–0 | 1–1 | 3–2 | 4–0  | 2–2 | 2–1 | 3–1 | 2–1 | 2–0 | 2–1 | —   | 2–0 | 1–2 | 1–0 |
| U. D. Salamanca           | 3–1 | 0–2 | 0–1 | 2–0 | 2–1 | 3–1  | 0–1 | 1–0 | 2–1 | 4–1 | 1–0 | 2–0 | 2–1 | —   | 3–3 | 3–0 |
| San Sebastián C. F.       | 2–1 | 4–0 | 5–2 | 2–0 | 0–0 | 4–1  | 1–2 | 2–2 | 4–0 | 3–0 | 0–2 | 1–1 | 4–1 | 5–1 | —   | 3–3 |
| Real Valladolid           | 5–0 | 4–0 | 4–0 | 1–0 | 4–0 | 5–0  | 4–0 | 4–2 | 3–0 | 0–0 | 5–1 | 2–1 | 3–1 | 4–2 | 1–0 | —   |

### Grupo II

#### Clasificación
| Pos. | Equipo                     | Pts. | PJ | G  | E  | P  | GF | GC | Dif. | Clasificación                     |
| ---- | -------------------------- | ---- | -- | -- | -- | -- | -- | -- | ---- | --------------------------------- |
| 1    | Córdoba C. F. (C, A)       | 40   | 30 | 16 | 8  | 6  | 48 | 22 | +26  | Ascenso a Primera División        |
| 2    | C. D. Málaga (A)           | 38   | 30 | 14 | 10 | 6  | 52 | 36 | +16  | Acceso a Promoción de ascenso     |
| 3    | Granada C. F.              | 36   | 30 | 15 | 6  | 9  | 48 | 34 | +14  |                                   |
| 4    | U. D. Las Palmas           | 35   | 30 | 15 | 5  | 10 | 47 | 39 | +8   |                                   |
| 5    | R. C. Recreativo de Huelva | 33   | 30 | 13 | 7  | 10 | 43 | 42 | +1   |                                   |
| 6    | Levante U. D.              | 32   | 30 | 14 | 4  | 12 | 49 | 42 | +7   |                                   |
| 7    | Hércules C. F.             | 32   | 30 | 14 | 4  | 12 | 55 | 46 | +9   |                                   |
| 8    | Real Murcia C. F.          | 31   | 30 | 12 | 7  | 11 | 40 | 35 | +5   |                                   |
| 9    | Real Jaén C. F.            | 31   | 30 | 14 | 3  | 13 | 58 | 42 | +16  |                                   |
| 10   | Cádiz C. F.                | 28   | 30 | 12 | 4  | 14 | 43 | 52 | −9   |                                   |
| 11   | C. D. Cartagena            | 28   | 30 | 13 | 2  | 15 | 45 | 56 | −11  |                                   |
| 12   | C. D. Mestalla             | 27   | 30 | 11 | 5  | 14 | 50 | 49 | +1   |                                   |
| 13   | Albacete Balompié (D)      | 27   | 30 | 10 | 7  | 13 | 27 | 32 | −5   | Acceso a Promoción de permanencia |
| 14   | C. D. San Fernando         | 27   | 30 | 11 | 5  | 14 | 37 | 47 | −10  | Acceso a Promoción de permanencia |
| 15   | Atlético de Ceuta (D)      | 23   | 30 | 8  | 7  | 15 | 33 | 48 | −15  | Descenso a Tercera División       |
| 16   | C. D. Villarrobledo (D)    | 12   | 30 | 4  | 4  | 22 | 26 | 79 | −53  | Descenso a Tercera División       |

 Fuente: BDFutbol
Criterios de clasificación: Puntos · Diferencia de goles · Goles a favor · Play-off

#### Resultados
| Local \ Visitante          | ALB | ATC | CAD | CAR | COR | GRA | HER | JAE | LAS | LEV | MAL | MES | MUR | REC | SFE | VRO |
| -------------------------- | --- | --- | --- | --- | --- | --- | --- | --- | --- | --- | --- | --- | --- | --- | --- | --- |
| Albacete Balompié          | —   | 2–0 | 3–0 | 4–1 | 1–1 | 2–1 | 0–2 | 2–0 | 0–2 | 1–1 | 1–1 | 1–0 | 1–1 | 1–0 | 2–0 | 1–0 |
| Atlético de Ceuta          | 2–0 | —   | 3–1 | 0–1 | 1–0 | 0–0 | 2–2 | 2–0 | 0–1 | 2–0 | 2–2 | 1–1 | 2–1 | 2–2 | 1–1 | 4–0 |
| Cádiz C. F.                | 0–0 | 1–0 | —   | 5–1 | 1–1 | 2–1 | 1–2 | 2–1 | 3–2 | 3–0 | 2–1 | 3–0 | 2–1 | 2–1 | 1–1 | 4–1 |
| C. D. Cartagena            | 1–0 | 3–0 | 2–0 | —   | 1–0 | 1–2 | 3–1 | 0–2 | 4–0 | 3–0 | 3–0 | 2–1 | 0–1 | 0–1 | 1–2 | 3–1 |
| Córdoba C. F.              | 1–1 | 3–2 | 4–1 | 5–0 | —   | 1–0 | 0–0 | 1–0 | 2–0 | 5–0 | 0–0 | 1–0 | 0–0 | 2–1 | 3–0 | 2–0 |
| Granada C. F.              | 2–1 | 3–1 | 1–3 | 2–1 | 3–0 | —   | 5–1 | 1–0 | 2–0 | 3–2 | 1–1 | 0–0 | 3–0 | 1–1 | 2–1 | 3–0 |
| Hércules C. F.             | 2–0 | 2–0 | 2–1 | 5–2 | 1–3 | 3–2 | —   | 0–0 | 1–0 | 2–1 | 1–1 | 3–5 | 1–2 | 1–0 | 3–1 | 9–0 |
| Real Jaén C. F.            | 3–0 | 6–2 | 6–0 | 4–0 | 0–1 | 0–3 | 2–1 | —   | 2–1 | 3–0 | 2–1 | 6–2 | 0–0 | 6–2 | 1–0 | 6–2 |
| U. D. Las Palmas           | 3–1 | 0–0 | 3–0 | 3–4 | 1–1 | 2–2 | 2–0 | 2–1 | —   | 1–0 | 2–0 | 2–0 | 1–1 | 3–2 | 2–1 | 4–0 |
| Levante U. D.              | 1–0 | 3–0 | 2–0 | 6–0 | 1–2 | 4–1 | 3–1 | 2–2 | 3–1 | —   | 2–0 | 1–2 | 2–2 | 3–0 | 1–2 | 2–0 |
| C. D. Málaga               | 0–0 | 4–2 | 3–0 | 2–1 | 1–0 | 2–0 | 3–2 | 3–0 | 3–1 | 1–1 | —   | 3–1 | 2–0 | 4–1 | 3–2 | 3–2 |
| C. D. Mestalla             | 2–0 | 2–0 | 3–2 | 4–1 | 0–1 | 0–1 | 0–1 | 4–0 | 2–2 | 0–2 | 2–2 | —   | 2–1 | 2–0 | 8–1 | 3–0 |
| Real Murcia C. F.          | 2–1 | 2–0 | 2–1 | 1–1 | 2–1 | 1–2 | 1–4 | 3–0 | 0–1 | 1–2 | 1–1 | 1–0 | —   | 1–2 | 3–0 | 4–1 |
| R. C. Recreativo de Huelva | 1–0 | 1–0 | 3–1 | 0–0 | 0–4 | 1–0 | 3–2 | 3–2 | 3–1 | 4–2 | 1–1 | 6–0 | 2–1 | —   | 0–0 | 2–0 |
| C. D. San Fernando         | 2–0 | 1–2 | 1–0 | 2–0 | 2–1 | 2–0 | 2–0 | 2–1 | 0–1 | 0–1 | 2–1 | 3–3 | 0–1 | 0–0 | —   | 4–2 |
| C. D. Villarrobledo        | 0–1 | 3–0 | 1–1 | 2–5 | 2–2 | 1–1 | 1–0 | 0–2 | 1–3 | 0–1 | 1–3 | 2–1 | 0–3 | 0–0 | 3–2 | —   |

## Promoción de ascenso
En la promoción de ascenso jugaron Real Valladolid y CD Málaga como subcampeones de Segunda División. Sus rivales fueron RCD Español y Real Santander SD como decimotercero y decimocuarto clasificado de Primera División.
Como curiosidad cabe destacar que la eliminatoria entre Español y Valladolid se tuvo que retrasar una semana por la participación del conjunto catalán en la Copa del Generalísimo y había que esperar que quedaran eliminados para poder jugar la promoción de ascenso.
La promoción se jugó a doble partido a ida y vuelta con los siguientes resultados:
| 22 de abril de 1962 | CD Málaga | 3:0 | Real Santander SD | Estadio La Rosaleda, Málaga  |  |
|                     |           |     |                   | Asistencia: ??? espectadores |  |

| 29 de abril de 1962 | Real Santander SD | 2:0 | CD Málaga | Campos de El Sardinero, Santander |  |
|                     |                   |     |           | Asistencia: ??? espectadores      |  |

- El CD Málaga asciende a Primera división.
- El Real Santander SD desciende a Segunda división.

| 29 de abril de 1962 | RCD Español | 1:0 | Real Valladolid | Estadio de Sarriá, Barcelona |  |
|                     |             |     |                 | Asistencia: ??? espectadores |  |

| 6 de mayo de 1962 | Real Valladolid | 2:0 | RCD Español | Estadio José Zorrilla, Valladolid |  |
|                   |                 |     |             | Asistencia: ??? espectadores      |  |

- El Real Valladolid asciende a Primera división.
- El RCD Español desciende a Segunda división.

## Promoción de permanencia
En la promoción de permanencia jugaron SD Indauchu y CD Basconia del Grupo I; Albacete Balompié y CD San Fernando del Grupo II; y CD Alcoyano, Real Avilés CF, CD Condal y Melilla CF como equipos de Tercera División.
La promoción se jugó a doble partido a ida y vuelta con los siguientes resultados: 
| 27 de mayo de 1962 | CD Condal | 0:3 | SD Indauchu | Campo de Las Corts, Barcelona |  |
|                    |           |     |             | Asistencia: ??? espectadores  |  |

| 3 de junio de 1962 | SD Indauchu | 1:1 | CD Condal | Estadio de Garellano, Bilbao |  |
|                    |             |     |           | Asistencia: ??? espectadores |  |

- El SD Indauchu permanece en Segunda división.

| 27 de mayo de 1962 | CD Alcoyano | 0:0 | CD Basconia | Estadio El Collao, Alcoy     |  |
|                    |             |     |             | Asistencia: ??? espectadores |  |

| 3 de junio de 1962 | CD Basconia | 2:1 | CD Alcoyano | Estadio Pedro López Cortázar, Basauri |  |
|                    |             |     |             | Asistencia: ??? espectadores          |  |

- El CD Basconia permanece en Segunda división.

| 27 de mayo de 1962 | Real Avilés CF | 2:3 | CD San Fernando | Estadio La Exposición, Avilés |  |
|                    |                |     |                 | Asistencia: ??? espectadores  |  |

| 3 de junio de 1962 | CD San Fernando | 5:2 | Real Avilés CF | Estadio Marqués de Varela, San Fernando |  |
|                    |                 |     |                | Asistencia: ??? espectadores            |  |

- El CD San Fernando permanece en Segunda división.

| 27 de mayo de 1962 | Melilla CF | 0:0 | Albacete Balompié | Estadio Álvarez Claro, Melilla |  |
|                    |            |     |                   | Asistencia: ??? espectadores   |  |

| 3 de junio de 1962 | Albacete Balompié | 0:0 | Melilla CF | Estadio Carlos Belmonte, Albacete |  |
|                    |                   |     |            | Asistencia: ??? espectadores      |  |

| 5 de junio de 1962 | Melilla CF | 2:0 | Albacete Balompié | Campo de Vallecas, Madrid    |  |
|                    |            |     |                   | Asistencia: ??? espectadores |  |

- El Melilla CF asciende a Segunda división.
- El Albacete Balompié desciende a Tercera división.

## Resumen
Campeones de Segunda División:
| - Real Club Deportivo de La Coruña | - Córdoba Club de Fútbol |

Ascienden a Primera División:
| - Real Club Deportivo de La Coruña | - Córdoba Club de Fútbol | - Real Valladolid Deportivo | - Club Deportivo Málaga |

Descienden a Tercera División: 
| Grupo I - San Sebastián Club de Fútbol - Cultural y Deportiva Leonesa | Grupo II - Albacete Balompié - Club Atlético de Ceuta - Club Deportivo Villarrobledo |